# Mirano
Mirano (Miràn in veneto) è un comune italiano di 27 038 abitanti della città metropolitana di Venezia in Veneto.

## Geografia fisica
Il territorio di Mirano è pianeggiante (dai 6 a 12 metri s.l.m.) e si estende nell'area centro-occidentale della Provincia di Venezia, in una posizione strategica dell'entroterra veneto: a circa 18 km da Venezia, 22 da Padova e 28 da Treviso. Si trova inoltre a 11 km da Mestre.
Il capoluogo è posto lungo la strada "Miranese" (strada provinciale 32), importante direttrice di collegamento fra Mestre e Padova.
Mirano si trova nel cuore del comprensorio del Miranese, che comprende storicamente altri sei Comuni: Martellago, Noale, Salzano, Santa Maria di Sala, Scorzè e Spinea. L'omonimo collegio elettorale, ora abolito, un tempo comprendeva anche il confinante comune di Pianiga (a sud-ovest di Mirano).
Il paesaggio si presenta con le caratteristiche del territorio pianeggiante della campagna veneta con i segni rurali ed urbani frutto dei secoli trascorsi: dalla urbanizzazione romana con il graticolato romano (grandi appezzamenti baulati divisi da siepi e percorso da lunghe strade rettilinee che s'intersecano ad angolo retto), alle opere di regolamentazione delle acque del fiume Musone del periodo della Repubblica di Venezia e alla presenza di ben 36 ville e parchi edificate dalla nobiltà veneziana tra il Seicento e il Settecento.
Il dialetto miranese tipico è sostanzialmente padovano, con alcune influenze veneziane. Ciò è molto probabilmente dovuto al fatto che Mirano, localizzata grossomodo a metà strada tra Venezia e Padova, dall'epoca romana e fino al Regno Lombardo-Veneto è gravitata più nell'orbita della città del Santo che in quella di Venezia, malgrado la navigazione verso Venezia, resa possibile all'inizio del '600 grazie alla costruzione del canale Taglio, abbia reso molto stretti anche i legami con la capitale della Serenissima, che infatti omaggiò Mirano con l'innalzamento della famosa colonna con il leone marciano tuttora presente nella piazza principale della città.
Ad ogni modo, soltanto nel 1853 Mirano è stata compresa nella provincia di Venezia.
Dell'antica appartenenza al territorio padovano sono rimasti due toponimi. Il "Borgo Padovano", ossia il quartiere del centro storico di Mirano (oggi via XX Settembre) che insiste sul luogo da cui tuttora parte la strada per Padova (via Cavin di Sala) e dove, con ogni probabilità, un tempo era collocata una delle porte delle mura cittadine (Porta Padovana, oggi "quadrivio Ballarin"). "Fossa Padovana" è invece il nome della località e del sottostante corso d'acqua che un tempo sanciva il confine tra le province di Venezia e di Padova e che, oggi, separa il comune di Mirano da quello di Spinea, lungo la strada Miranese.

### Idrografia e flora di interesse sovracomunale
I principali corsi d'acqua sono il Muson Vecchio, continuato dal Taglio Nuovo, e il Lusore. Altri canali minori: Balzana, Caltressa, Cognaro, Menegon, Veternigo, Pionca, Volpino, Comunetta, Cesènego.

#### Boschi
Nel territorio comunale di Mirano insistono due boschi planiziali, creati dall'uomo a imitazione delle grandi foreste di latifoglie che un tempo ricoprivano l'intera Pianura Padana: il Bosco del Parauro, di proprietà provinciale, situato a Nord del capoluogo, poco distante dal confine con il comune di Salzano e il Bosco "Errera", di proprietà privata, posto nella campagna ad Est del capoluogo, poco distante dalla provinciale Miranese e dalla località Crea di Spinea, confinante con il cimitero miranese. Entrambi sono caratterizzati dalla presenza di fauna selvatica indigena (lepre, volpe, riccio, uccelli di varie specie) e da alberi e cespugli a foglia caduca tipici della Pianura Padano-Veneta.

## Storia

### Epoca Romana
Il toponimo, anticamente Miranum, deriverebbe da mira cioè "specola", "osservatorio" e condivide l'etimo con la vicina Mira. Il riferimento sarebbe ad una torre di avvistamento romana, posta a salvaguardia del territorio bonificato e poi segnato dal graticolato (31 a.C.) opera dell'imperatore Augusto. Testimonianza di ciò è, oltre all'attuale impianto stradale che ricalca le antiche geometrie, il toponimo della strada Desman che indica l'antico decumano massimo, congiungente il territorio del comune di Mirano (frazione di Zianigo) a San Giorgio delle Pertiche. Dal punto di vista amministrativo, Mirano apparteneva al Municipium di Padova.

### Medioevo
Dopo la caduta dell'Impero romano d'Occidente e le conseguenti distruzioni barbariche il territorio miranese fu riorganizzato da Vitaliano Primo da Padova, un legionario fedele all'impero romano d'Oriente.
Nel 588 vi fu l'assedio di Padova da parte dei Longobardi con il coinvolgimento di Mirano e successivamente il territorio passò in proprietà ai Collalto, signori longobardi, che lo aggregarono ai loro possedimenti (zona di Susegana, provincia di Treviso).
Nel 972 l'imperatore Ottone I, elargisce al vescovo di Frisinga alcuni beni del miranese e concede il diritto di macellazione lungo le rive del fiume Musone da qui la probabile origine del toponimo "Scortegara" in località della frazione di Zianigo.
Nel 1008 il territorio della frazione di Ballò viene infeudato da vescovo di Treviso.
Nel 1117 l'abate Pietro dell'Abbazia Sant'Ilario di Venezia acquistò dai Conti della Marca Trevigiana, Arsedisio e Vidotto di Collalto, alcune zone del miranese.
Nel 1152 la bolla di papa Eugenio III indirizzata al vescovo di Treviso attesta l'esistenza della chiesa San Michele di Mirano e la chiesa di Zianigo.
Nel 1170 le pievi di Ballò e Scaltenigo risultano suffraganee dell'antica pieve Borbiago.
Nel periodo dello splendore comunale della città di Padova, Mirano ritornò nuovamente sotto l'influenza patavina provvedendo alla costruzione di un castello a propria difesa.
Nel 1229 Mirano fu oggetto alle scorribande degli Ungari, e alle lotte fra Padova e Treviso.
Dal 1237 al 1256, fu sottomessa alla tirannia di Ezzelino III da Romano.
segnata de' due conti è la bandiera:

Nantichier di Vigonza è loro al fianco,

e conduce con lui la terza schiera;

Vighezzolo e Vigonza e Castelfranco

seco ha in armi e, di là da la riviera

de la Brenta, le terre ove serpeggia

la Tergola e 'l Muson fremendo ondeggia.

.

Camposanpier, Balò, Sala e Mirano,

Strà, la Mira, Oriago, il Dolo e Fiesso,

Arin, Caltana, Melareo, Stigliano,

e 'l popol di Bogione era con esso.

Ne lo stendardo il cavalier soprano

l'antico segno ha di sua schiatta impresso,

ch'una sbarra di vaio è per traverso

in campo d'oro, e 'l fregio è bianco e perso.»
(Alessandro Tassoni, La secchia rapita - Canto ottavo, versi 20 e 21)
Nel 1272 Mirano tornò sotto il governo del libero comune di Padova, che provvide a una nuova fortificazione del paese con un presidio di 300 fanti e 200 cavalieri.
Nel 1256 Bolzonella, unica figlia ed erede del conte Pietro da Peraga, portò in dote a Marino Badoer vari possedimenti fra cui Mirano con il suo castello.
Per tutto il tempo in cui Padova fu sotto la signoria dei Carraresi, Mirano continuò ad essere soggetta alla famiglia Badoer da Peraga.
Preziosa testimonianza di quel periodo è l'antica torre di Zianigo (ora campanile della chiesa arcipretale), costruita dai Carraresi, dei quali rimane impresso lo stemma (carro rosso) sotto uno degli archetti pensili.
Tra il 1319 e il 1320 Cangrande della Scala, in guerra contro Padova, assalì e distrusse completamente il castello di Mirano. Le uniche tracce di quel periodo sono rimasti solo i toponimi "Castellantico, Bastia Entro, Bastia Fuori".
Nel 1325 il territorio di Mirano ritorna proprietà della famiglia di Filippo da Peraga.
Nel 1331 il castello di Mirano viene occupato dai veneziani e distrutto il castrum il 6 febbraio, ma nel 1337 ritorna sotto il controllo di Padova.

### La Repubblica di Venezia (1403-1797)
Nel 1403 Mirano cadde in mano alle milizie veneziane. Dal 1405, con la conquista di Padova da parte della Serenissima, Mirano e il suo territorio fu assoggettato alla Repubblica di Venezia fino alla sua caduta (1797).
Il 6 settembre 1477 il Senato della Repubblica di Venezia decretò e autorizzò il mercato del lunedì e la Fiera di San Matteo per i giorni di 21-22-23 settembre; oggi la "Grande Fiera di S. Matteo" viene svolta alla domenica seguente il terzo sabato del mese di settembre ed è costituita da un famoso Luna Park che richiama annualmente decine di migliaia di visitatori anche dalle province limitrofe.
La tradizione vuole che un accordo intercorso tra i cittadini di Mirano e quelli di Mestre abbia stabilito di consentire a questi ultimi di continuare a svolgere la loro fiera principale nel giorno di S. Michele arcangelo (29 settembre), patrono comune di entrambe le città, mentre, al fine di evitare un'inopportuna concorrenza tra due manifestazioni di piazza contestuali tanto importanti quanto geograficamente vicine, Mirano avrebbe anticipato la propria fiera di una settimana, fissandola al giorno dedicato a San Matteo apostolo il 21 settembre (che, infatti, non è il patrono cittadino).
Nel 1509 Mirano subì le devastazioni dell'esercito imperiale durante le guerre della Lega di Cambrai. In questo periodo il miranese Alvise Dardani diede un contributo indispensabile alla riconquista di Padova da parte della Repubblica di Venezia e perciò fu ricompensato dal Senato con l'onorificenza di Cancelliere Grando, massima carica della Serenissima per un cittadino non nobile.
Nel 1612 la Serenissima terminò l'escavazione del Taglio Nuovo, detto anche "Canale di Mirano", un'opera di grande ingegneria idraulica: un canale pensile e rettilineo, per convogliare le acque, dal Bacino inferiore di Mirano del fiume Muson Vecchio a Mira nella Riviera del Brenta. Il Taglio ha consentito per secoli un collegamento fluviale diretto tra Mirano e le città di Venezia e di Padova, con grandi benefici soprattutto commerciali.
La parola “Taglio” deriva dal fatto che il canale è stato escavato con una direzione perpendicolare al naturale deflusso delle acque verso la laguna di Venezia dei canali Pionca, Comunetta, Cesènego, Lusore, Menegon e il fiume Tergola, che furono convogliate con la costruzione di altrettanti sifoni in pietra sottostanti al letto del “Taglio”. Successivamente la Serenissima proseguì i lavori, col nome di canale Taglio Nuovissimo, da Mira Taglio per tutta la conterminazione lagunare fino a Chioggia. Il canale Taglio rese così Mirano un importante capolinea della navigazione fluviale veneziana. Questo collegamento fluviale del Taglio favorì il suo sviluppo industriale e commerciale dal periodo successivo all'unione del Veneto (1866) al Regno d'Italia fino all'epoca dei trasporti su strada.
Nel 1766 la Serenissima censiva 5 161 abitanti ripartiti su 1036 famiglie così suddivise: Mirano capoluogo (497), Campocroce (125), Scaltenigo (129), Vetrego (62), Ballò (62), Zianigo (181).
Il domino veneziano portò, soprattutto nel XVII - XVIII secolo, un lungo periodo di pace durante il quale Mirano diventò Vicaria e raggiunse il suo massimo splendore. In quel periodo furono costruite, con un grande potenziamento dell'agricoltura, una trentina di ville aristocratiche, di case padronali e rurali, ancor oggi esistenti.

### Rivoluzione Francese e Regno d'Italia (napoleonico) (1797-1814)
Nel 1797 Mirano, dopo la caduta della Repubblica di Venezia, venne occupata dalle truppe di Napoleone. I francesi abrogarono la Vicaria e istituiscono una municipalità rivoluzionaria. Su ordine della municipalità vennero abbattute tutte le insegne della Serenissima, compreso il leone di San Marco, che era innalzato su una colonna in piazza a Mirano nel XV ed era stato restaurato nel 1617.
Mirano diventò, secondo l'organizzazione napoleonica: Comune, sede di "Cantone" nel "Distretto" di Camposampiero, "Dipartimento" di Padova.

### Regno Lombardo-Veneto (1814-1866)
Dal 1814 al 1852 il Comune di Mirano diventa capoluogo dell'omonimo "Distretto", della nuova provincia di Padova, al quale vengono uniti i comuni di Salzano, Noale, Scorzè, e viene istituito un "Regio Commissariato di Polizia" e una "Pretura".
Nel 1842 venne costruita la ferrovia tra Padova e Mestre, creando così un'ulteriore divisione del territorio della frazione di Vetrego.
Dal 7 maggio 1853 il "distretto" di Mirano venne aggregato alla Provincia di Venezia.

### Regno d'Italia (1866-1946)
Dal 1866 al 1882 e dal 1892 al 1919 le leggi elettorali prevedevano un Collegio uninominale Mirano, che aggregava 15 comuni.
Tra le personalità politiche che furono elette in questo collegio si ricordano il conte veneziano Isacco Maurogonato Pesaro, il commerciante di Dolo Egisto Zabeo, il conte veneziano Piero Foscari.
Fino alla fine dell'Ottocento il centro di Mirano capoluogo era formato da un'isola. Un ramo minore del Muson fiancheggiava l'attuale "Via Castelantico", lambiva a sud il parco di "villa Errera" per ricongiungersi al "Bacino di sotto". Al fine di permettere l'arrivo del tram da Mestre questo ramo minore fu interrato e fu creata l'attuale grande piazza, con l'ovale pavimentato al centro, intitolata allora a Vittorio Emanuele II con un monumento.
Nel 1903 viene ricostruita e ricollocata al suo vecchio posto, in piazza a Mirano, la colonna con il leone di San Marco: la nuova statua è opera dello scultore Urbano Bottazzo.
Nel 1933 viene inaugurata l'autostrada Venezia-Padova (attuale tratto della A4) creando così la terza divisione del territorio della frazione di Vetrego.

### La lotta di Liberazione (25 luglio 1943-27 aprile 1945)
Tra il 25 luglio 1943 e il 27 aprile 1945 morirono per fucilazione o trucidati 15 partigiani. A loro è stata dedicata la piazza principale, un tempo piazza Vittorio Emanuele II, ora piazza Martiri per la libertà.

### Repubblica Italiana
(cronologia provvisoria)
- 1963: inaugurazione edificio Istituto Professionale di Stato, attuale Giovanni Ponti.
- 1966: adozione normativa per la salvaguardia del Centro Storico di Mirano Capoluogo.
- 1968: separazione gestione tra Ospedale di Mirano e Casa di Riposo Luigi Mariutto
- 1969: acquisizione da parte dell'Amministrazione Comunale del Parco e della Villa Belvedere sito nel Centro Storico.
- 1969: adozione primo Piano Regolatore Generale
- 1969: approvazione del progetto per il nuovo Ospedale dell'architetto Giancarlo De Carlo.
- 1975: acquisizione, con esproprio, da parte dell'Amministrazione Comunale del Parco e della Villa Morosini, ora XXV Aprile,
- 1975: partecipazione alle attività della Biennale di Venezia con la partecipazione del regista Jerzy Grotowski.
- 1975: inaugurazione, in Piazza Martiri, del monumento al partigiano; un'opera dello scultore Augusto Murer su progetto del professor Valeriano Pastor.
- 1978: acquisizione da parte della Casa di Riposo Luigi Mariutto del parco e della villa Bianchini, ora I Maggio, nella frazione Zianigo e del parco e della villa Tessier nel Centro Storico
- 1978: inaugurazione dell'edificio del Centro di Distretto Scolastico, progetto architetto Romano Chiviri (IUAV Venezia) per gli istituti superiori.
- 1980: nascita del quartiere PEEP (Piano di Edilizia Economica e Popolare) di via Aldo Moro utilizzando le terre espropriate, con legge dello Stato, alla famiglia Errera.
- 1985: acquisizione e ristrutturazione dell'Amministrazione Comunale e delle Barchesse della Villa Errera, attualmente ad uso Biblioteca comunale, sala consiliare, sale di riunione.
- 1995: Mirano, città della Pace (delibera Consiglio comunale del 27 luglio 1995).
- 2001: costruzione della fontana della Pace nell'ex piazzetta delle Erbe.
- 2002: riconoscimento del titolo di Città al Comune di Mirano (decreto Presidente della Repubblica del 16 marzo 2002).
- 2006 (9 settembre): inaugurazione del Nuovo Teatro comunale e cinema multisala le Cime in Centro Storico.
- 2009 (27 giugno): inaugurazione della "Casa della Musica" (sede della Filarmonica di Mirano e del Coro Croda Rossa) intitolata all'ex Sindaco Gioacchino Gasparini e del nuovo Centro Civico della via Gramsci, intitolato all'ex sindaco Renzo Milan;

### Simboli
Il Bonamico riporta il brevetto rilasciato dall'Imperatore d'Austria:
Dall'Imp. Regia Aulica Cancelleria riunita.
Sua Maestà I.R.A. con graziosissima risoluzione in data 20 ottobre 1846, si è degnata di concordare al Comune di Mirano, Provincia di Padova nel regno Lombardo-Veneto, che possa far uso della antica sua arma.
È perciò viene rilasciato il presente alla Comune di Mirano onde legittimare l'uso dell'arma di cui ha il diritto di servirsi e di cui appiedi si aggiunge la descrizione cioè:
"uno scudo rosso, che viene attraversato da una croce d'argento, nel quarto superiore a destra vi si trova una simile piccola croce d'argento; lo scudo viene contornato da una cornice d'oro lavorata ad arabesco".
Allorquando si adopera quest'arma per suggello di dovrà far uso nel contorno della seguente legenda:
"Sigillo del Comune di Mirano".
Quest'arma non verrà cambiata senza ulteriore approvazione.
Vienna 23 giugno 1847
(L.S.) Carlo Conte D'Hizaghi Cristino Ott. I.R. Console Aulico.
Secondo quanto riportato da Falco Moretti, lo stemma di Mirano ha la stessa simbologia araldica di quello della città di Treviso: uno scudo rosso e la croce d'argento con l'aggiunta, nel quarto superiore di destra dello scudo (a sinistra per chi lo guarda) di una piccola croce sempre d'argento. Nell'araldica civica italiana la croce è tipica delle città aderenti al partito guelfo. L'uso del metallo argento è di gusto francese perché furono i crociati francesi ad adottare la croce argentata negli scudi per distinguersi dagli altri crociati. La ripetizione dei simboli (la croce) non è rara nella logica medioevale e, forse, potrebbe essere un omaggio agli antichi rapporti con la città di Treviso.
Lo stemma è stato ufficialmente riconosciuto con D.P.C.M. del 22 giugno 1960.
Il gonfalone, concesso con D.P.R. del 6 gennaio 1961, è un drappo di rosso fiancheggiato di bianco.

### Onorificenze

Croce di guerra al valor militare

Mirano è tra le città decorate al valor militare per la guerra di liberazione, insignita il 28 giugno 1985 della Croce di guerra al valor militare per i sacrifici delle sue popolazioni e per l'attività nella lotta partigiana durante la seconda guerra mondiale:

## Monumenti e luoghi d'interesse

### Architetture religiose
Duomo di San Michele ArcangeloIl duomo di San Michele Arcangelo, patrono della parrocchia, è il rifacimento avvenuto nel XVII secolo di una precedente chiesetta rinascimentale, annessa a un convento. I lavori iniziarono il 6 luglio 1680 e terminarono con la consacrazione del vescovo della Diocesi di Treviso, Giovanni Battista Sanudo, il 3 giugno 1696. Dal 1768 è gestito dai preti della Diocesi. L'interno del duomo conserva diverse opere d'arte di Giovanni De Min, Giuseppe Torretto, già maestro di Antonio Canova, Giambattista Tiepolo e Paolo Fiammingo, allievo del Tintoretto.
Chiesa di San Leopoldo Mandich (quartiere Porara)La chiesa di San Leopoldo Mandich è un edificio piuttosto recente. Fu costruita tra il 1990 e il 1993, anno della sua consacrazione da parte del Vescovo Paolo Magnani. Il progetto dell'edificio è firmato dall'architetto Padre Angelo Polesello. È preceduta da un quadriportico, a ricordo delle chiese conventuali e monastiche del periodo romanico, mentre l'interno è a pianta semplice, in puro stile francescano, per dare centralità all'altare delle celebrazioni. Al suo interno ospita alcune sculture di autori locali contemporanei e un organo positivo di scuola napoletana del 1788. È sede della parrocchia Porara, con circa 3 000 abitanti.

### Architetture civili
Nel territorio del comune vi sono 79 ville venete censite. Molte di esse conservano ancora i monumentali parchi romantici risalenti per lo più alla metà dell'Ottocento. Il più importante è il parco pubblico di Villa Belvedere, di proprietà comunale, costituito dall'unione dei parchi, attraverso un ponte ligneo sul Muson, delle ville Erizzo e Morosini. Censito nell'elenco dei giardini più belli d'Italia, il parco di Villa Belvedere contiene, su una collinetta boscosa artificiale, un famoso castelletto neogotico con grotte sotterranee probabilmente progettato dallo Jappelli e costruito intorno al 1850: si tratta di una finta rovina medievale di ispirazione ossianica, realizzata secondo il gusto romantico dell'epoca.

### Molini di sotto
La differenza del livello d'acqua (sembra un paio di metri) tra i due bacini ("Molino di sopra" con quello "di sotto"), alla fine dell'Ottocento ha permesso la realizzazione di un complesso edilizio ad uso molini di tipo industriale. Un edificio che rappresenta da allora la suggestiva "porta est" di Mirano, immortalata in tante cartoline.
Nel 1938 la Società Anonima Oleifici e Molini Adriatici con sede in Venezia fu autorizzata ad ampliare l'impianto preesistente per la spremitura di semi oleosi mediante l'installazione di - tre presse continue Breda e tre presse idrauliche Biolchi Pagnoni.
Ora, dopo decenni di incuria e abbandono, l'edificio è un rudere industriale in attesa di autorizzazioni per un riuso residenziale.

### Altri monumenti
- in piazza Martiri: il monumento al Partigiano di Augusto Murer, in ricordo dei partigiani trucidati a Mirano durante la Resistenza.
- Viale delle Rimembranze: statua di Vittorio Emanuele II di Savoia, primo Re d'Italia. La statua, innalzata nel 1880, fu collocata nel viale dopo la fine della seconda guerra mondiale, mentre, in precedenza, era situata al centro della piazza principale, allora denominata, per l'appunto, Piazza Vittorio Emanuele
- Viale delle Rimembranze: grande monumento in marmo e bronzo dedicato ai caduti della Prima Guerra Mondiale. Fu innalzato nel 1927
- Monumenti a Giuseppe Garibaldi e Umberto I: trattasi di altorilievi bronzei su lapide marmorea collocati a fine Ottocento sulla facciata dell'allora municipio sito in via Bastia Fuori. L'effigie del re, rimossa dopo la fine dell'ultima guerra a causa dei sentimenti antimonarchici di allora, è ora collocata nei depositi comunali.[senza fonte]
- Colonna del Leone alato di San Marco, che campeggia nella piazza principale della città dal XVI secolo. Restaurata nel '600, fu innalzata dalla Serenissima in segno di omaggio per l'importanza attribuita a Mirano dalla capitale della Repubblica Veneta. È considerata una delle più belle tra le colonne marciane ancora esistenti nei capoluoghi veneti.[senza fonte]
- Monumento alla Resistenza posto al centro del cimitero del capoluogo. In ricordo dei molti partigiani miranesi trucidati dai nazi-fascisti negli ultimi anni della Seconda Guerra Mondiale.
- monumenti minori ai caduti delle due guerre sono presenti anche nelle frazioni. Il più importante e grande si trova nella piazza di Zianigo.
- Mausoleo Civico, posto nella parte storica del cimitero del capoluogo come luogo di sepoltura di molti politici miranesi e del benefattore Luigi Mariutto.

## Società

### Evoluzione demografica
Abitanti censiti

### Etnie e minoranze straniere
Al 31 dicembre 2022 i residenti stranieri sono 1.799, pari al 6,58% della popolazione.

## Geografia antropica

### Frazioni
Lo Statuto del Comune, secondo l'ultima modifica (delibera di C.C. n. 34 del 23 maggio 2013 - art. 3, comma 1), precisa che il Comune di Mirano è costituito dalle comunità delle popolazioni e dai territori del Capoluogo e delle frazioni di Ballò, Campocroce, Scaltenigo, Vetrego, Zianigo, nonché dagli aggregati rurali identificati storicamente nelle mappe catastali.

## Amministrazione[11]

### Sindaci dal 1866 al 1946
| Periodo           | Periodo           | Primo cittadino            | Partito | Carica  | Note               |
| ----------------- | ----------------- | -------------------------- | ------- | ------- | ------------------ |
| 9 novembre 1866   | 23 maggio 1868    | Luigi Garzoni              |         | sindaco |                    |
| 10 novembre 1868  | 3 maggio 1885     | Francesco Mariutto         |         | sindaco |                    |
| 4 maggio 1885     | 25 ottobre 1886   | Cristoforo Manolesso Ferro |         | sindaco |                    |
| 26 ottobre 1886   | 15 ottobre 1893   | Filippo Grimani            |         | sindaco |                    |
| 2 ottobre 1895    | 29 settembre 1920 | Paolo Errera               |         | sindaco |                    |
| 30 settembre 1920 | 1º aprile 1922    | Paolo Testa                |         | sindaco |                    |
| 2 aprile 1923     | 20 aprile 1928    | Ernesto Monico             | PNF     | Podestà |                    |
| 21 ottobre 1929   | 2 novembre 1934   | Carlo Lanza                | PNF     | Podestà |                    |
| 13 luglio 1935    | 14 novembre 1938  | Giovanni Bonifacio         | PNF     | Podestà |                    |
| 14 novembre 1938  | 29 novembre 1940  | Gino Fassina               | PNF     | Podestà |                    |
| 28 aprile 1945    | 8 gennaio 1946    | Emilio Prosdocimi          |         | sindaco | Nominato dal CLNAI |
| 9 gennaio 1946    | 31 marzo 1946     | Luigi Bianchini            |         | sindaco | Nominato dal CLNAI |

### Sindaci dal 1946
| Nominativo                                           | Nominativo                                        | Partito / Coalizione                              | Periodo                                           | Elezione                                          |
| Sindaci eletti dal Consiglio comunale (1946-1994)    | Sindaci eletti dal Consiglio comunale (1946-1994) | Sindaci eletti dal Consiglio comunale (1946-1994) | Sindaci eletti dal Consiglio comunale (1946-1994) | Sindaci eletti dal Consiglio comunale (1946-1994) |
| ---------------------------------------------------- | ------------------------------------------------- | ------------------------------------------------- | ------------------------------------------------- | ------------------------------------------------- |
|                                                      | Tullio Morgante                                   | Partito Comunista Italiano                        | 1946-1951                                         | 1946                                              |
|                                                      | Mariano Donà                                      | Democrazia Cristiana                              | 1951-1960                                         | 1951                                              |
| 1956                                                 | Mariano Donà                                      | Democrazia Cristiana                              | 1951-1960                                         |                                                   |
|                                                      | Francesco Magnani                                 | Democrazia Cristiana                              | 1960-1961                                         | 1960                                              |
|                                                      | Gioacchino Gasparini                              | Democrazia Cristiana                              | 1961-1970                                         | (1960)                                            |
| 1964                                                 | Gioacchino Gasparini                              | Democrazia Cristiana                              | 1961-1970                                         |                                                   |
|                                                      | Giancarlo Tonolo                                  | Partito Socialista Italiano                       | 1970-1980                                         | 1970                                              |
| 1975                                                 | Giancarlo Tonolo                                  | Partito Socialista Italiano                       | 1970-1980                                         |                                                   |
|                                                      | Renzo Milan                                       | Democrazia Cristiana                              | 1980-1989                                         | 1980                                              |
| 1985                                                 | Renzo Milan                                       | Democrazia Cristiana                              | 1980-1989                                         |                                                   |
|                                                      | Alberto Trevisan                                  | Democrazia Cristiana                              | 1989-1994                                         | (1985)                                            |
| 1990                                                 | Alberto Trevisan                                  | Democrazia Cristiana                              | 1989-1994                                         |                                                   |
|                                                      | Filippo Di Gregorio (Commiss. prefettizio)        | -                                                 | 1994                                              | -                                                 |
| Sindaci eletti direttamente dai cittadini (dal 1994) |                                                   |                                                   |                                                   |                                                   |
|                                                      | Franco Marchiori                                  | Sinistra                                          | 1994-1998                                         | 1994                                              |
|                                                      | Gianni Fardin                                     | Centro-sinistra                                   | 1998-2008                                         | 1998                                              |
| 2003                                                 | Gianni Fardin                                     | Centro-sinistra                                   | 1998-2008                                         |                                                   |
|                                                      | Roberto Cappelletto                               | Centro-destra                                     | 2008-2011                                         | 2008                                              |
|                                                      | Vittorio Capocelli (Commiss. prefettizio)         | -                                                 | 2011                                              | -                                                 |
| Antonino Gulletta (Commiss. straordinario)           | 2011-2012                                         | -                                                 |                                                   | -                                                 |
|                                                      | Maria Rosa Pavanello                              | Centro-sinistra                                   | 2012-2022                                         | 2012                                              |
| 2017                                                 | Maria Rosa Pavanello                              | Centro-sinistra                                   | 2012-2022                                         |                                                   |
|                                                      | Tiziano Baggio                                    | Centro-sinistra                                   | 2022-in carica                                    | 2022                                              |

## Sport
Nel comune hanno sede le seguenti società sportive:
- Rugby Mirano (squadra di serie B)
- Miranese Calcio
- Mirano nuoto
- A.S.D. Pallacanestro Mirano
- A.S.D. Miranese Volley
- U.S. Zianigo A.S.D. calcio
- A.S.D. Calcio Vetrego
- A.S.D. Calcio Campocroce
- A.S. L'Officina della Scherma, in frazione Scaltenigo
- Islanders Venezia A.F.T[12]
- Unione Ciclistica Mirano[13]
- Black Angels/Rebels Baseball Mirano